# Rhynchospora inundata
Rhynchospora inundata är en halvgräsart som först beskrevs av William Oakes, och fick sitt nu gällande namn av Merritt Lyndon Fernald. Rhynchospora inundata ingår i släktet småag, och familjen halvgräs. Inga underarter finns listade i Catalogue of Life.